# Jutulstraumen
Der Jutulstraumen ist ein großer, etwa 200 km langer Gletscher an der Prinzessin-Martha-Küste des ostantarktischen Königin-Maud-Lands. Er fließt in nördlicher Richtung zwischen der Kirwanveggen, dem Borg-Massiv und dem Ahlmannryggen im Westen und der Sverdrupfjella im Osten zum Fimbul-Schelfeis.
Norwegische Kartografen kartierten ihn anhand von Vermessungen und Luftaufnahmen der Norwegisch-Britisch-Schwedischen Antarktisexpedition (1949–1952) sowie Luftaufnahmen der Dritten Norwegischen Antarktisexpedition (1956–1960). Der aus dem Norwegischen entlehnte Name des Gletschers bedeutet so viel wie „großer Strom“.